# Prohierodula lineata
Prohierodula lineata är en bönsyrseart som beskrevs av Roger Roy 1967. Prohierodula lineata ingår i släktet Prohierodula och familjen Mantidae. Inga underarter finns listade i Catalogue of Life.